# Gratuitous Games
Gratuitous Games va ser una empresa desenvolupadora de videojocs. Va crear videojocs per les consoles Nintendo 64, GameCube, Xbox i PlayStation 2.

## Videojocs creats
- Cruis'n Exotica (Nintendo 64}
- Gex 3: Deep Cover Gecko (Nintendo 64}
- MLB Slugfest 20-03 (GameCube, PlayStation 2)
- Soldier of Fortune II: Double Helix (Xbox)